# Gewichtetes Ergebnis
Gewichtete Ergebnisse kann es bei Wahlen geben, wenn Wähler z. B. aufgrund verschieden großer Gemeinderäte unterschiedlich viele Stimmen vergeben, aber die Ergebnisse untereinander vergleichbar sein sollen.
Zur Angleichung der Gewichtung wird die Gesamtzahl der gültigen Stimmzettel mit der Anzahl der Stimmen für eine Partei multipliziert und das Produkt daraus mit der Zahl der insgesamt gültigen Stimmzettel geteilt.
Das Ergebnis lässt einen Vergleich verschiedener Wahlergebnisse in der Art zu, als hätte jeder Wähler lediglich eine Stimme abgegeben.
Gewichtete Ergebnisse gibt es in Deutschland insbesondere bei Kommunalwahlen in Hessen und Rheinland-Pfalz.